# Ahmet Ümit

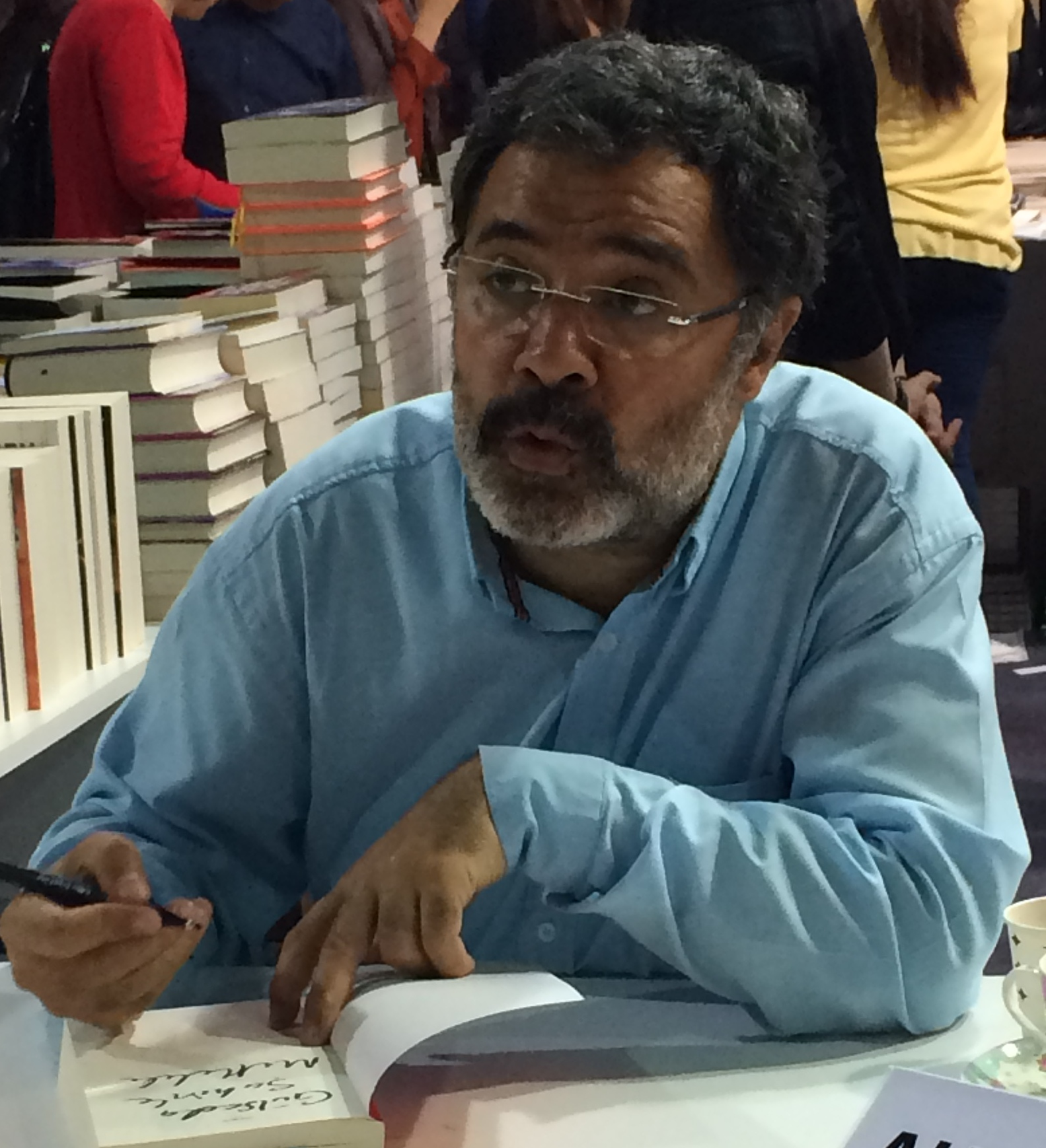
Ahmet Ümit, 2016

Ahmet Ümit (* 1960 in Gaziantep) ist ein türkischer Schriftsteller. Er veröffentlichte mehrere Kriminalromane, von denen einige auch ins Deutsche übersetzt wurden, außerdem Gedichte, zahlreiche Kurzgeschichten und ein Märchen. Daneben schrieb er Essays u. a. über Franz Kafka, Fjodor M. Dostojewski, Patricia Highsmith und Edgar Allan Poe.

## Leben
Im Alter von 14 Jahren begann Ümit, sich politisch zu engagieren. Bis zu seinem 29. Lebensjahr war er Mitglied der Türkischen Kommunistischen Partei. Er studierte von 1985 bis 1986, nach damaligen türkischen Gesetzen illegal, an der Akademie für Gesellschaftswissenschaften in Moskau. In der Zeit der Militärdiktatur (1980–1990) beteiligte er sich an Untergrundaktionen und musste im Jahr 1989 untertauchen. Er blieb seinen linken Überzeugungen treu, erkannte jedoch auch die autoritären Züge der Kommunistischen Partei. Er zog sich aus der Politik zurück und konzentrierte sich auf seine literarische Tätigkeit.
Seine erste Erzählung schrieb er 1983 nach dem Abschluss eines Studiums der Verwaltungswissenschaften in Istanbul. Er ist einer der Wegbereiter des Kriminalromans mit literarischem Anspruch in der Türkei. Seine Bücher erreichen in seinem Heimatland hohe Auflagen und einige wurden auch verfilmt. Er schreibt zudem Drehbücher für TV-Krimiserien.

## Werke
Romane
- 2021: Kayıp Tanrılar Ülkesi (auf Deutsch erschienen: Das Land der verlorenen Götter)
- 2012: Bab-ı Esrar (auf Deutsch erschienen: Das Derwischtor)
- 2010: İstanbul Hatırası (auf Deutsch erschienen: Die Gärten von Istanbul)
- 2008: Olmayan Ülke (deutsch: Das Land, das es nicht gab)
- 2007: İnsan Ruhunun Haritası (deutsch: Die Landkarte der menschlichen Seele)
- 2006: Ninatta'nın Bileziği (deutsch: Ninattas Armreif)
- 2006: Kavim (deutsch: Das Urvolk)
- 2005: Başkomiser Nevzat, Çiçekçinin Ölümü (deutsch: Hauptkommissar Nevzat, Der Tod des Blumenhändlers)
- 2004: Ask köpekliktir (deutsch: Liebe ist Niedertracht)
- 2003: Beyoglu Rapsodisi (deutsch: Die Beyoglu-Rapsodie)
- 2002: Kukla (deutsch: Die Marionette)
- 2002: Şeytan Ayrıntıda Gizlidir (In Deutsch erschienen: Der Teufel steckt im Detail)
- 2000: Patasana (auf Deutsch erschienen: Patasana)
- 1999: Agatha'nın Anahtarı (deutsch: Agathas Schlüssel)
- 1998: Kar Kokusu (deutsch: Schneegeruch)
- 1996: Sis ve Gece (auf Deutsch erschienen: Nacht und Nebel)
- 1995: Masal Masal İçinde (deutsch: Märchen im Märchen)
- 1994: Bir Ses Böler Geceyi (deutsch: Ein Schrei durchbricht die Nacht)
- 1992: Çıplak Ayaklıydı Gece (deutsch: Barfuß war die Nacht)

Deutsche Übersetzungen
- Nacht und Nebel. Union, Zürich 2005, ISBN 3-293-10002-3.
- Der Teufel steckt im Detail: Kriminalgeschichten aus Istanbul. Übers. v. Wolfgang Scharlipp, Auf dem Ruffel, Engelschoff 2008, ISBN 978-3-933847-21-8.
- Patasana. Edition Galata, Berlin 2009, ISBN 978-3-935597-74-6.
- Die Gärten von Istanbul. btb, München 2017, ISBN 978-3-442-71513-8.
- Das Derwischtor. btb, München 2020, ISBN 978-3-442-71765-1.
- Das Land der verlorenen Götter. btb, München 2024, ISBN 978-3-442-77387-9.